# 6400 Georgealexander
6400 Georgealexander (1991 GQ1) là một tiểu hành tinh vành đai chính được phát hiện ngày 10 tháng 4 năm 1991 bởi E. F. Helin ở Đài thiên văn Palomar.